# Waleri Simulik

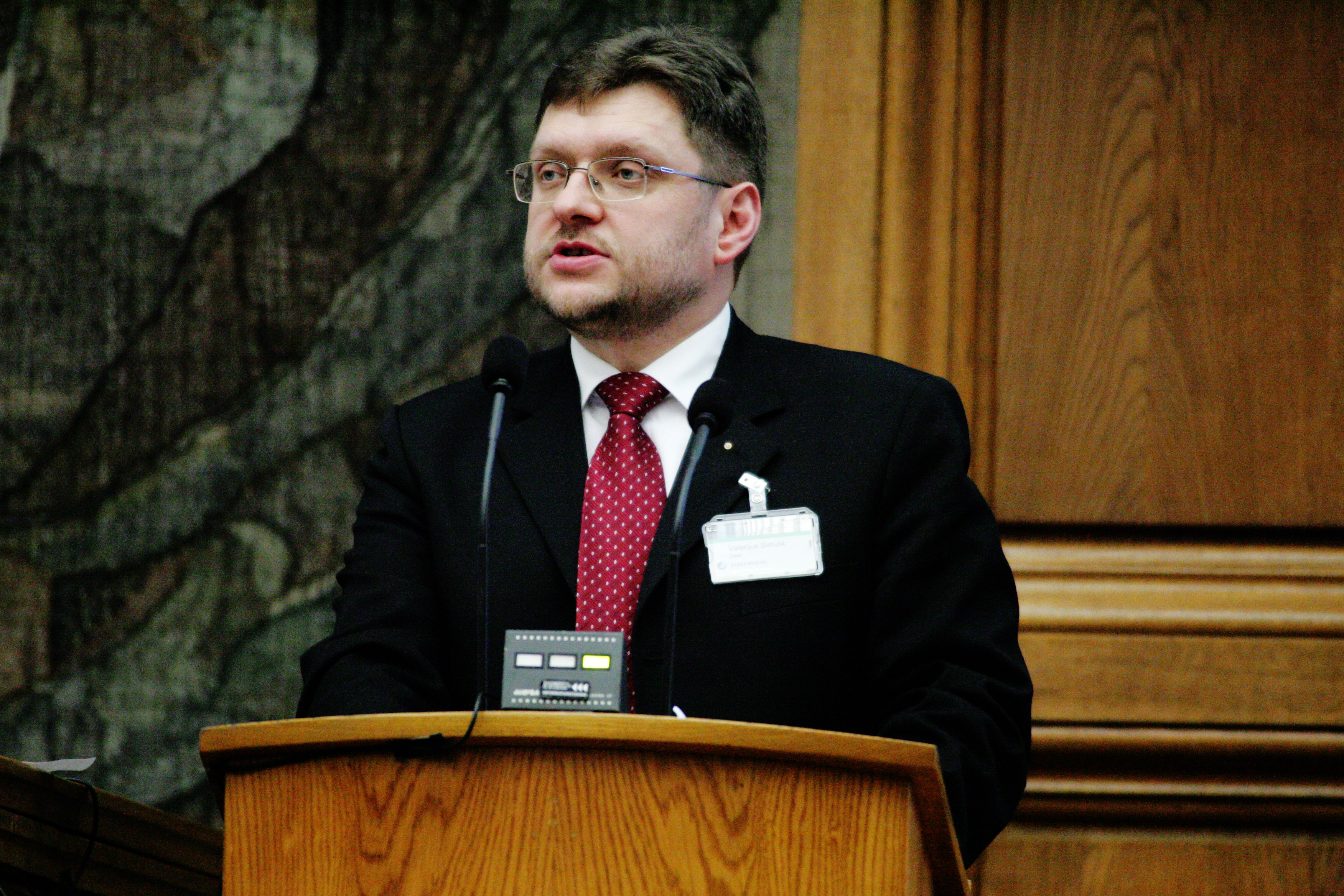
Valerijus Simulik 2006

Valerijus Simulik (* 2. August 1966 in Šiauliai) ist ein litauischer Politiker, bis 2020 Seimas-Mitglied.

## Leben
Nach dem Abitur 1984 an der 14. Mittelschule Šiauliai absolvierte Simulik 1988 das Diplomstudium am Šiaulių pedagoginis institutas und wurde Physiklehrer. Von 2001 bis 2002 absolvierte er das Managementstudium an der Šiaulių universitetas und wurde Master, 2004 das Studium an der Mykolo Romerio universitetas.
Von 1994 bis 2000 war Simulik Schuldirektor in Šiauliai. Von 2000 bis 2003 war er Mitglied im Rat der Stadtgemeinde Šiauliai.
Von  2000 bis 2020 war er Mitglied des Seimas.  Er war Mitglied des Gesundheitsausschusses, des Ausschusses für Menschenrechte, des Ausschusses für Bildung, Wissenschaft und Kultur.

## Quelle
- Leben